# Alma (Île-du-Prince-Édouard)
Pour les articles homonymes, voir Alma.
Alma est une communauté dans le comté de Prince de l'Île-du-Prince-Édouard.